# Leonardo Facundo Querín
Leonardo Facundo Querín (nascido em 17 de abril de 1982) é um handebolista argentino. Integrou a seleção argentina que ficou em décimo lugar nos Jogos Olímpicos de Verão de 2016 no Rio de Janeiro. Atua como armador direito e joga pelo clube Billère Handball. Foi medalha de ouro nos Jogos Pan-Americanos de 2011 e prata em 2015, além de bronze no Campeonato Pan-Americano de Handebol Masculino de 2016.